# Dufouria americana
Dufouria americana là một loài ruồi trong họ Tachinidae.